# Overledger

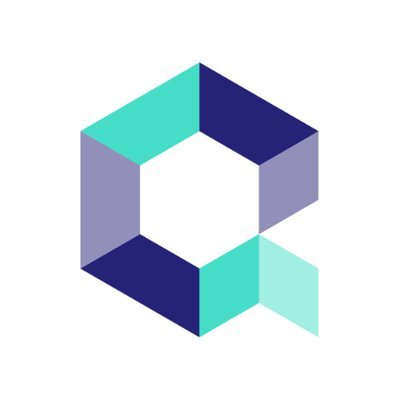
Quant-Overledger-Logo

Overledger (OL) ist ein Blockchain-Betriebssystem des britischen Unternehmens Quant Network. Es wird seit 2015 unter der Führung von Gilbert Verdian entwickelt.

## Beschreibung
Overledger sitzt über bestehenden Netzwerken, Ledger-Protokollen und Blockchains und bildet dort eine nahtlose Verbindung zwischen diesen. Dies erlaubt dem Anwender zum Beispiel, Multi-Chain-Apps (mApps) zu entwickeln, welche die Kommunikation zwischen verschiedenen Blockchains und somit auch die Speicherung, Verifizierung und Verarbeitung von Daten über die jeweiligen Netzwerke oder Chains nutzen und ermöglichen. Hierbei wird keine weitere Blockchain zwischengeschaltet, sondern ohne zusätzlichen Konsens die direkte Interaktion ermöglicht.
Diese vollständige Interoperabilität ermöglicht es Entwicklern, ihre Daten und Funktionen der jeweils am besten geeigneten Blockchain zuzuweisen ohne dem Risiko sich an eine Technologie binden zu müssen. Ein Beispiel: Eine mApp kann Smart Contracts über Ethereum ausführen, während sie gleichzeitig Ripple als Payment Settler verwendet und am Ende des Tages ihren EOD Abschluss auf der Bitcoin Chain sichert. Overledger ist kompatibel zu IFTTT.
Im März 2020 wurde das "Overledger Network Community Treasury Design Release" veröffentlicht. Hier werden Zahlungsströme mit dem Token QNT zwischen verschiedenen Partnern beschrieben.
Partner die mit Overledger arbeiten sind u. a. SIA mit seinen über 500 Banken, der Zahlungsanbieter Pay.Uk, SIMBAchain oder der Wall Street Exchange AX Trading. Quant Overledger wird beraten von Neil Smit.